# Hiéroglyphe égyptien R8

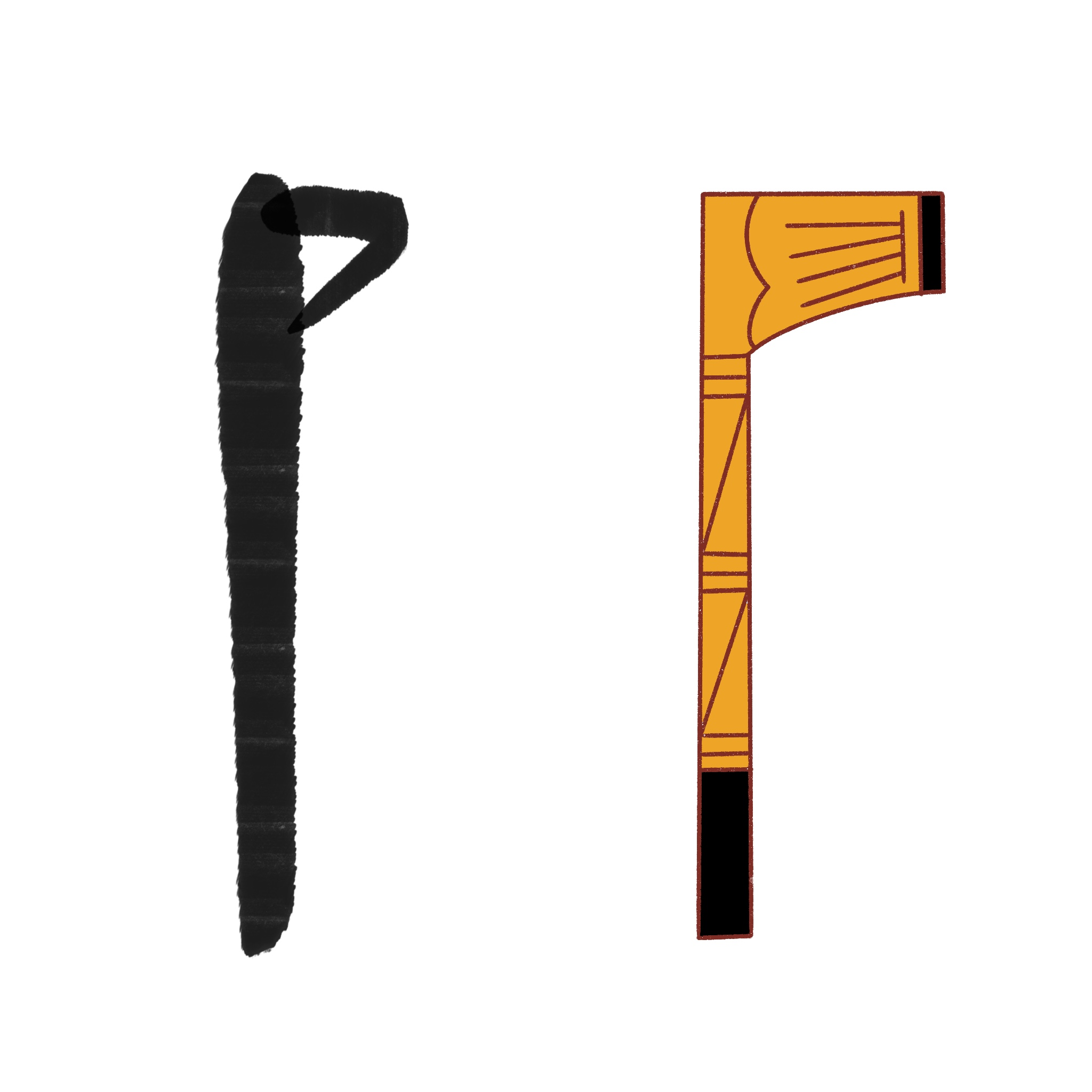
Version hiératique et hiéroglyphique

L'oriflamme en hiéroglyphes égyptiens, est classifié dans la section R « Mobilier cultuel et emblèmes sacrés » de la liste de Gardiner ;  il y est noté R8.

## Représentation
Il représente probablement un mât à oriflamme décoré par des bandes de tissu, qui ornaient les pylônes des temples égyptiens (d'où la signification divine) ou alors une sorte de fétiche archaïque. Il est parfois sujet à l'antéposition honorifique. Il est translittéré nṯr ou ntr car le ṯ se transforme assez tôt en t dans la langue. 

## Utilisation
| R8 | Z1 |

| R8 | Z1 |

d'où découle sa fonction en tant que phonogramme trilitère (semi-idéogramme) de valeur nṯr > ntr.
C'est un très rare déterminatif de termes désignant un ou des dieux.

Voir les hiéroglyphes :
| R8A |

| R8A |

| R9 |

| R9 |

| R10 |

| R10 |

## Exemples de mots
| R8 | t · t | y · Y1 |

| R8 | t · t | y · Y1 |

| R8 | t · r | W · M3 |

| R8 | t · r | W · M3 |

| N9 · t · Z2 | R8 |

| N9 · t · Z2 | R8 |